# Балаже
Балаже (словац. Baláže) — село, громада округу Банська Бистриця, Банськобистрицький край. Кадастрова площа громади — 14.22 км². Протікає річка Люпчиця.
Населення 229 особа (станом на 31 грудня 2024 року).

## Історія
Балаже згадується 1529 року.

## Населення
| Рік:            | 1994. | 2004.   | 2014.    | 2024.   |
| --------------- | ----- | ------- | -------- | ------- |
| Кількість осіб: | 201   | 193     | 216      | 229     |
| Різниця:        |       | -3,98 % | +11,91 % | +6,01 % |

| Рік:            | 2023. | 2024.   |
| --------------- | ----- | ------- |
| Кількість осіб: | 234   | 229     |
| Різниця:        |       | -2,13 % |